# Prikljutjenija Buratino (film fra 1959)
 For alternative betydninger, se Prikljutjenija Buratino. (Se også artikler, som begynder med Prikljutjenija Buratino)
Prikljutjenija Buratino (russisk: Приключе́ния Бурати́но) er en sovjetisk animationsfilm fra 1959 af Ivan Ivanov-Vano og Dmitrij Babitjenko.
Filmen er baseret på Aleksej Tolstojs børnebog Den gyldne nøgle eller Pinocchios eventyr, der igen er baseret på historien om Pinocchio. 